# Seznam kostelů na Novém Městě v Praze
Seznam kostelů na Novém Městě v Praze zahrnuje všechny kostely, které stojí na Novém Městě. Seznam nezahrnuje rotundy a kaple. 

## Seznam
| jméno                                                           | obrázek | církev | ulice                   | patron                           |
| --------------------------------------------------------------- | ------- | --- | ----------------------- | -------------------------------- |
| Kostel svatého Jana Nepomuckého na Skalce                       |         | katolická církev | Vyšehradská             | Jan Nepomucký                    |
| kostel svatého Klimenta                                         |         | Českobratrská církev evangelická | Klimentská              | Klement I.                       |
| Pravoslavný chrám svatého Cyrila a Metoděje v Praze             |         | pravoslaví Pravoslavná církev v českých zemích a na Slovensku | Resslova Na Zderaze     | Cyril a Metoděj Karel Boromejský |
| Kostel svatého Vojtěcha                                         |         | katolická církev | Vojtěšská Pštrossova    | svatý Vojtěch                    |
| kostel svatého Michala v Jirchářích                             |         | katolická církev Evangelická církev v Rakousku (1781–1918) Německá evangelická církev v Čechách, na Moravě a ve Slezsku Evangelická církev augsburského vyznání na Slovensku Evangelická církev augsburského vyznání v České republice | V jirchářích Opatovická | Michael archanděl                |
| Kostel svatého Václava na Zderaze                               |         | katolická církev Církev československá husitská | Resslova Dittrichova    | svatý Václav                     |
| Kostel svatého Jindřicha a svaté Kunhuty na Novém Městě v Praze |         | katolická církev | Jindřišská              | Jindřich II. Kunhuta Lucemburská |
| Kostel Zvěstování Panny Marie Na trávníčku                      |         | pravoslaví | Na slupi                | Panna Maria                      |
| Kostel svatého Štěpána v Praze                                  |         | katolická církev | Štěpánská               | svatý Štěpán                     |
| Kostel svatého Apolináře v Praze                                |         | katolická církev | Apolinářská             | Apolinář z Ravenny               |
| Kostel svatého Petra na Poříčí                                  |         | katolická církev | Biskupská               | svatý Petr                       |
| Kostel Nejsvětější Trojice                                      |         | katolická církev | Trojická                |                                  |
| Kostel Panny Marie u alžbětinek v Praze                         |         | katolická církev | Na slupi                | Panna Maria                      |
| Kostel svaté Kateřiny Alexandrijské v Praze                     |         | katolická církev | Viničná                 | Kateřina Alexandrijská           |
| Kostel svaté Voršily                                            |         | katolická církev | Národní                 | Svatá Voršila                    |
| Kostel svatého Petra a Pavla                                    |         | katolická církev |                         | svatý Petr Pavel z Tarsu         |
| Kostel svatého Vojtěcha Menšího                                 |         | katolická církev |                         | svatý Vojtěch                    |
| Kostel svatého Kosmy a Damiána                                  |         | Řeckokatolická církev | Vyšehradská             | Kosma a Damián                   |
| Kostel sv. Lazara                                               |         | katolická církev |                         | Lazar                            |
| kostel Církev bratrské                                          |         | Církev bratrská | Soukenická              |                                  |
| Modlitebna Evangelické církve metodistické                      |         | Evangelická církev metodistická |                         |                                  |